# Арно Боволента
Арно Боволента (фр. Arnaud Bovolenta; нар. 6 вересня 1988, Альбервіль, Франція) — французький фристайліст. Срібний призер зимових Олімпійських ігор 2014 року у скі-кросі.